# 道の駅しゃり
道の駅しゃり（みちのえき しゃり）は、北海道斜里郡斜里町にある北海道道92号斜里停車場線の道の駅である。

## 施設
- 駐車場
  - 普通車：19台
  - 大型車：2台
  - 身障者用：2台
- トイレ（いずれも24時間利用可能）
  - 男：大 3器、小 4器
  - 女：6器
  - 身障者用 : 1器
- 公衆電話 : 1台
- コミュニティルーム
- 観光案内コーナー

## アクセス
- 北海道道92号斜里停車場線

## 周辺
- 以久科原生花園
- 来運公園
- 北海道旅客鉄道（JR北海道）釧網線・知床斜里駅

## 休館日
- 年末年始